# Fourth Man Out
Fourth Man Out (též 4th Man Out) je americký komediální film z roku 2015, který režíroval Andrew Nackman. Snímek měl světovou premiéru dne 26. května 2015 na kanadském Inside Out Film and Video Festivalu.

## Děj
Adam pracuje jako automechanik v malém městě ve státě New York. V den svých 24. narozenin pozve své tři nejlepší přátele Chrise, Nicka a Ortu do hospody. Ráno po proflámované noci najde Adam odvahu jim oznámit, že je gay. To následně vyvolává otázky u jeho tří kamarádů: mohou dělat vtipy o ženách nebo společně sledovat fotbal? Nechce je Adam sbalit? Když si po chvíli uvědomí, že se toho vlastně moc nezměnilo, rozhodnou se pomoci Adamovi najít přítele, což v malém městě, kde Adama každý zná jako heterosexuálního automechanika, není až tak jednoduché.

## Obsazení
| Parker Young      | Chris    |
| Evan Todd         | Adam     |
| Chord Overstreet  | Nick     |
| Jon Gabrus        | Ortu     |
| Kate Flannery     | Karen    |
| Jennifer Damiano  | Tracy    |
| Jordan Lane Price | Jessica  |
| Doug Moe          | Bradstar |
| Alex Rennie       | Paul     |
| Brooke Dillman    | Martha   |
| Jake Epstein      | Marc     |
| Sean Hankinson    | Dere     |

## Ocenění
- Cena Iris: Vítěz v kategorii nejlepší hraný film
- Out on Film: Cena diváků za nejlepší celovečerní film
- Outfest Los Angeles: Cena diváků za nejlepší celovečerní film
- Philadelphia International Gay & Lesbian Film Festival: vítěz v kategorii nejlepší režijní debut (Andrew Nackmann)